# Waldsee (Rhénanie-Palatinat)
Pour les articles homonymes, voir Waldsee.
Waldsee est une municipalité et chef-lieu de la Verbandsgemeinde Waldsee, dans l'arrondissement de Rhin-Palatinat, en Rhénanie-Palatinat, dans l'ouest de l'Allemagne.

## Jumelages
- Ruffec (France) depuis 1974

## Personnalités
- Johannes Zieger, surnommé Jean Zieger (1910-1981), résistant allemand au nazisme, né à Waldsee.

## Références

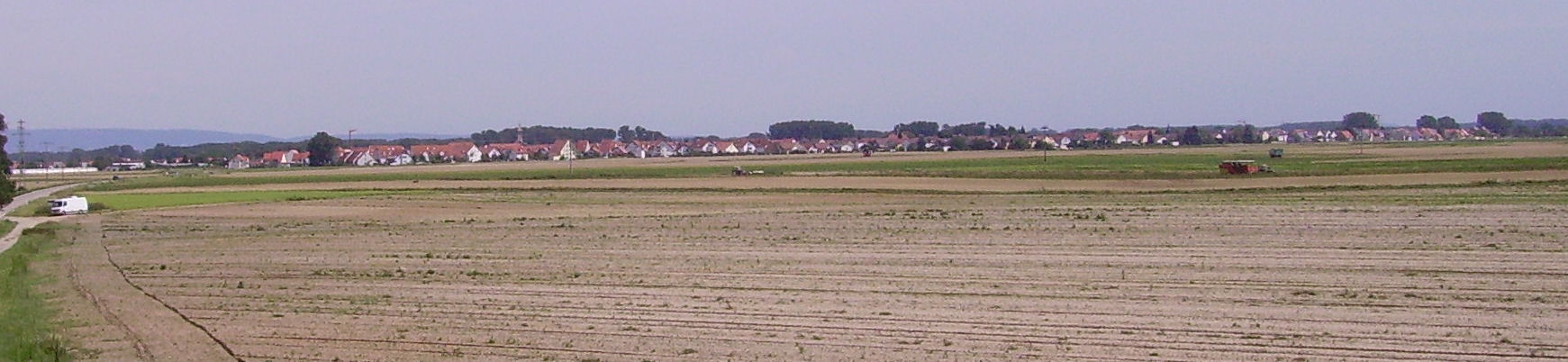
Panorama de Waldsee

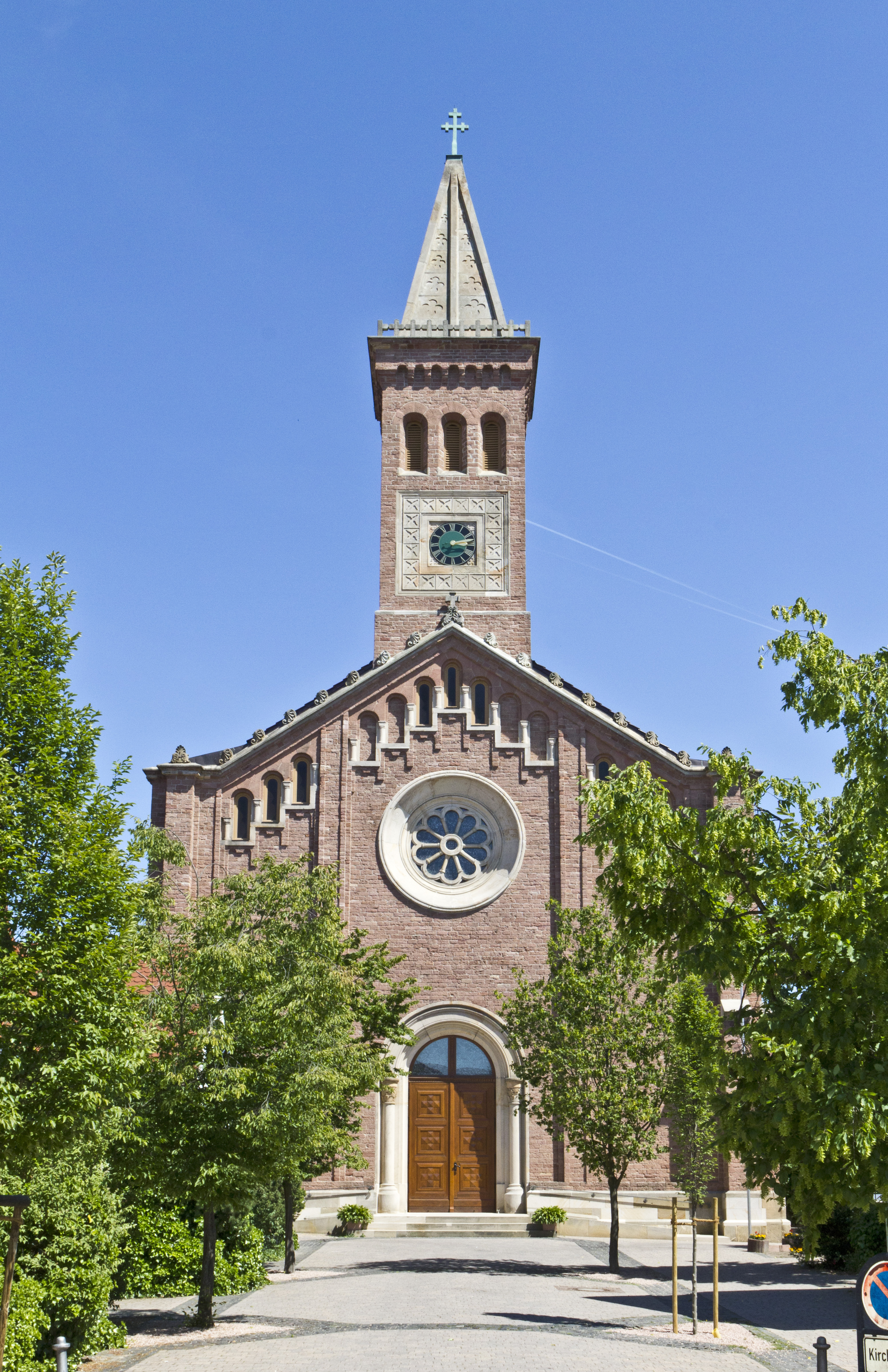
Église Sankt-Martin de Waldsee